# دورنکروت (اتریش)
دورنکروت (به آلمانی: Dürnkrut) یک منطقهٔ مسکونی در اتریش است که در ناحیه گنزرندورف واقع شده‌است. دورنکروت ۲٬۲۰۷ نفر جمعیت دارد.